# Helina nigrescens
Helina nigrescens este o specie de muște din genul Helina, familia Muscidae. A fost descrisă pentru prima dată de Stein în anul 1910. Conform Catalogue of Life specia Helina nigrescens nu are subspecii cunoscute.